# 田中王堂

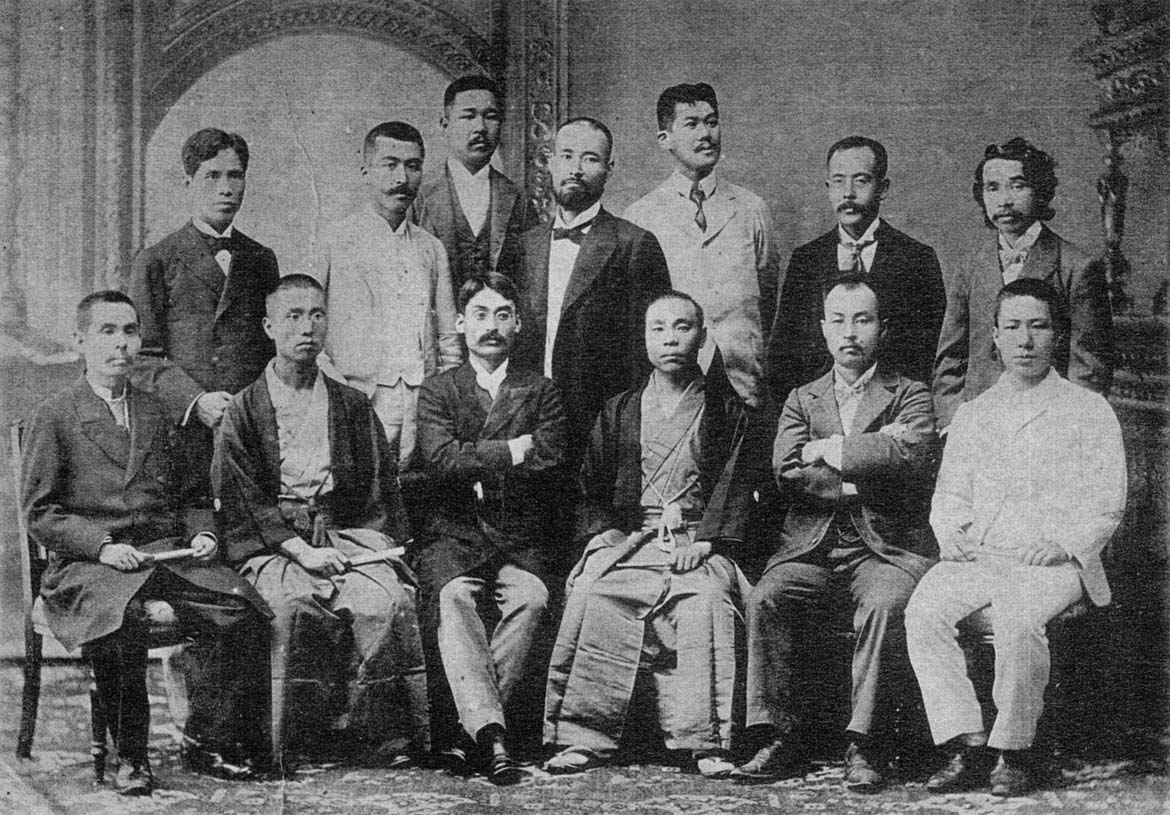
田中王堂（1899年、後列右端）

田中 王堂（たなか おうどう、慶応3年12月30日〈1868年1月24日〉 - 1932年〈昭和7年〉5月9日）は、日本の哲学者、評論家。王堂、王堂学人は号で、本名は喜一（きいち）。早稲田大学文学部教授、立教大学教授。
シカゴ大学でジョン・デューイの教えを受け、ウィリアム・ジェームズやジョージ・サンタヤーナの影響を受ける。日本にプラグマティズム哲学を紹介し、評論活動をおこなう。

## 略歴
- 慶応3年12月30日（1868年1月24日） : 武蔵国入間郡中富村（現・所沢市中富）に生れる。父は田中七郎、母ははま。
- 1873年（明治06年） : 中富村公立富應学校に入学。
- 1881年（明治14年） : 入間高麗郡立中学校に入学。深井氏の養子となるが、上京。
- 1883年（明治16年） - 1887年（明治20年） : 同人社、東京英和学校（現・青山学院）、東京専門学校（現・早稲田大学）、京都同志社などに学ぶ。
- 1888年（明治21年） : 山形県鶴岡で英語学校の通訳・英語教師となる。
- 1889年（明治22年） : アメリカ合衆国に渡り、聖書学校に学ぶ。ケンタッキー大学に入学。
- 1893年（明治26年） : シカゴ大学に入学。ジョン・デューイの教えを受ける。
- 1894年（明治27年） : バチェラー・オブ・アーツの学位を受ける。
- 1897年（明治30年） : シカゴ大学大学院を卒業し、帰国する。先進学院で心理学、倫理学を講義。
- 1898年（明治31年） : 東京高等工業学校（現・東京工業大学）の哲学教授になる。東京専門学校の文学部講師となる。
- 1908年（明治41年） : この頃に早稲田大学の専任講師となる。
- 1919年（大正08年）9月26日 : 高梨たかと結婚。
- 1920年（大正09年）2月20日 : 長男の知己が誕生。7月、長男が死去。
- 1921年（大正10年）6月26日 : 長女の未來が誕生。この頃に立教大学の教授となる。
- 1923年（大正12年）2月9日 : 次女の潮音が誕生。
- 1924年（大正13年）4月5日 : 次女が死去。
- 1929年（昭和04年） : 早稲田大学の文学部教授となる。
- 1932年（昭和07年）5月9日 : 全身衰弱のため死去。朝日講堂で無宗教の哲学葬がおこなわれる。

## 家族

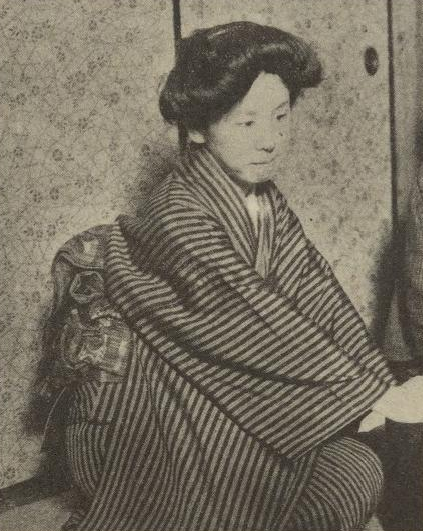
妻の孝子

- 実父・田中七郎 - 富岡村の名主を務めた素封家だったが、侠心が多かったため産を傾け、王堂が生まれた頃は貧しかった[3]
- 兄・田中泰司 - 埼玉農工銀行取締役、富岡村村長[4][5]
- 妻・田中孝子（旧姓高梨） - 千葉県野田の醤油屋高梨孝右衛門とおき（伊藤八兵衛六女）の娘。義伯父（母の姉の夫）に渋沢栄一がおり、日本女子大学在学中に栄一に随行して渡米実業団に参加。帰国後は社会学者として活動し、母校の教授となり、1933年には東京市結婚相談所を創設、初代所長を務めた[6]。王堂の多くの著作の口述筆記をした[3]。

## 影響
早稲田大学の講義は難解であったといわれるが、石橋湛山・関与三郎・杉森孝次郎・大杉潤作らは影響を受けた。

## 著作

### 単著
- 『書齋より街頭に』廣文堂書店、1911年5月。
- 『二宮尊徳の新研究』広文堂、1911年9月。
- 『吾が非哲学』敬文館、1913年12月。
- 『解放の信条』栄文館書店、1914年1月。
- 『改造の試み』新潮社、1915年10月。
- 『福澤諭吉』実業之世界社、1915年12月。
  - 『福澤諭吉』みすず書房〈Misuzu reprints 11〉、1987年9月。ISBN 4-622-02681-3。
  - 『福澤諭吉』（オンデマンド版）みすず書房〈Misuzu reprints 11〉、2005年9月。ISBN 4-622-06171-6。
- 『卿等のために代言す』広文堂書店、1917年6月。
- 『徹底個人主義』天佑社、1918年9月。
- 『最高芸術の大星小星』天佑社、1920年10月。
- 『創造と享楽』天佑社、1921年12月。
- 『救は反省より』実業之日本社、1923年2月。
- 『象徴主義の文化へ』博文館、1924年12月。
- 『改釈の哲学』聚芳閣、1925年5月。
- 『現代文化の本質』東洋経済新報社出版部、1929年2月。
- 『徹底個人主義』関書院〈王堂選集　第1冊〉、1948年。
- 『福澤諭吉』関書院〈王堂選集　第2冊〉、1949年。
- 『ヒュウマニスト二宮尊徳』関書房〈王堂選集　第3冊〉、1948年。
- 『西哲群像』関書房〈王堂選集　第4冊〉、1949年。

### 収録作品
- 「デモクラシーの極致としての哲人主義」、文芸哲学研究会 編『文芸哲学講座』 第1輯、小西書店、1923年。
- 「王堂女性観」、文芸哲学研究会 編『文芸哲学講座』 第5輯、小西書店、1923年。
- 「福澤諭吉」、『世界思潮』 第5册、岩波書店〈岩波講座〉、1929年。
- 「徹底個人主義」、三枝博音、清水幾太郎 編『思想　啓蒙篇』平凡社〈日本哲学思想全書 第4巻〉、1956年。
  - 　「徹底個人主義」、三枝博音、清水幾太郎 編『思想　啓蒙篇』平凡社〈日本哲学思想全書 第4巻〉、1979年12月。
- 「徹底個人主義」、下村寅太郎、古田光 編『哲学思想』筑摩書房〈現代日本思想大系 第24巻〉、1965年。
- 「民主主義と個人主義」、太田雅夫編集・解説 編『資料大正デモクラシー論争史』 上巻、新泉社、1971年。
- 「福沢の文章」、市村弘正編集・解説 編『論集・福沢諭吉への視点』りせい書房、1973年。
- 「夏目漱石氏の『文芸の哲学的基礎』を評す(抄)」・「当来の文芸」、『文芸評論集』筑摩書房〈現代日本文学大系 96〉、1973年。

### 共著
- 守田有秋共著「カアライル・エマアスン」、『世界文学大綱』 第2巻、東方出版、1926年7月。